# 銀槌のアレキサンドラ
『銀槌のアレキサンドラ』（ぎんついのアレキサンドラ）は、上野遊による日本のライトノベル。イラストはいせのやじんが担当。2007年、電撃文庫（アスキー・メディアワークス）より発行。

## ストーリー
ある夜、用事に急ぐために近道で自然公園を通り抜けようとした高坂光輔は、見たことのない謎の生物に遭遇して襲われそうになる。そこに現れたのは、別の世界から魔獣を滅ぼすためにやってきた魔法使いのサンドラだった。
魔獣から逃げ切れずに重傷を負ってしまった光輔を、サンドラは自らの魔石を使って救うのだが、光輔の体内に埋め込まれた魔石はなぜか取り出せなくなってしまう。魔石がなければ魔法が使えない中、町に再び魔獣が現れ……。

## 登場人物
高坂 光輔（こうさか こうすけ）
本編の主人公。高校生で、現在は親元を離れて一人暮らし。ある日、別の世界から出現した魔獣に襲われたのを機に、魔獣を追ってきたサンドラと行動することになる。中学時代はテニスの有力選手だったが事故にあい、怪我で右足首に原因不明の違和感が残って本来のフォームを出せなくなってしまい、テニスを諦めて地元から離れ、男子テニス部のない高校に進学した。現在も足の違和感のせいで転倒することが多い。
アレキサンドラ・ブリュースター
愛称「サンドラ」。別世界「イリシュア」がら来た少女。
園村 初美（そのむら はつみ）
光輔のクラスメイト。女子テニス部所属。中学の時に光輔の試合を見たことがきっかけでテニスを始めた。

## 用語
イリシュア

リング・キーパー

## 既刊一覧
上野遊、電撃文庫（アスキー・メディアワークス）
1. 2007年11月25日初版、ISBN 978-4-8402-4073-4
2. 2008年3月25日初版、ISBN 978-4-8402-4193-9